# Il club Dumas
Il club Dumas (o L'ombra di Richelieu) è un romanzo di Arturo Pérez-Reverte, pubblicato nel 1993 e dal quale è stato tratto il film dal titolo La nona porta, diretto da Roman Polański. Il libro contiene alcune illustrazioni di Francisco Solé, disegnate dietro indicazione di Arturo Pérez-Reverte.

## Personaggi
Il protagonista: Lucas Corso, mercenario di libri da collezione, "cacciatore di libri su commissione", svolge indagini sui libri come si fa con i crimini.
Altri personaggi:
- Irene Adler, il diavolo mascherato da ragazza che accompagna Corso nel suo viaggio.
- Il libraio Flavio La Ponte, miglior amico di Corso, nonché suo socio; un uomo fin troppo aperto al mondo e un playboy poco romantico.
- La vedova Taillefer, Liana Lausauca da signorina: giovane, alta, bella, bionda, dalle curve morbide e dagli occhi blu glaciali.
- Varo Borja, mercenario di libri appassionato di occultismo.
- Boris Balkan, influente appassionato di libri antichi.

## Trama
Enrique Taillefer, collezionista di libri antichi e rari, commissiona al suo amico Flavio La Ponte la vendita di un manoscritto in suo possesso, contenente una sezione inedita de I Tre Moschettieri intitolata Il Vino d'Angiò. Poco dopo questa richiesta Taillefer apparentemente si suicida; La Ponte, tuttavia, è dubbioso circa la morte dell'uomo e sull'autenticità del manoscritto. Lo consegna così a Lucas Corso, "mercenario dei libri" specializzato nel reperimento di volumi antichi e rari per la sua clientela, anche quando ciò comporta metodi illegali, e lo incarica di autenticare il testo. Mentre si trova a Madrid per compiere indagini in merito, Corso viene richiamato a Toledo da Varo Borja, un collezionista eccentrico e molto ricco. Questi, morbosamente attratto da libri oscuri e diabolici, è entrato in possesso di una copia de Le Nove Porte del Regno delle Ombre, un antico e misterioso testo del 1666 che si dice contenga la formula per evocare il Diavolo. Il suo autore, Aristide Torchia, è stato arrestato dalla Santa Inquisizione per aver collaborato con Lucifero nella realizzazione di quello stesso volume, e pertanto è stato condannato al rogo, lasciando una sola copia del libro: Borja tuttavia rivela a Corso che al mondo ne esistono altri due esemplari, in realtà elaborate falsificazioni dell'originale. Il collezionista gli chiede dunque di recuperare a qualsiasi costo le restanti due copie, allo scopo di confrontarle con quella in suo possesso e stabilire quale delle tre sia quella originale. Corso accetta l'incarico e lo porta avanti in parallelo con la missione del manoscritto di Dumas.
Corso incontra la vedova di Taillefer, Liana, la quale gli dice di credere che il manoscritto posseduto dal marito sia in realtà un falso, ma insiste per ricomprarlo. La donna prova perfino a sedurlo pur di riottenere il fascicolo, e quando il mercenario, pur soccombendo al suo fascino, rifiuta di consegnarle il manoscritto, lei inizia a mettere in atto una serie di trappole per metterlo fuori gioco e impossessarsene. Liana, che assume l'identità di Milady De Winter, mette alle sue calcagna un sicario di nome Rochefort che tenta di recuperare il manoscritto con la forza.
Nel frattempo Corso incontra i Fratelli Ceniza, restauratori di libri antichi esperti nell'identificazione dei falsi, i quali gli rivelano che la copia delle Nove Porte di Borja è in realtà un falso e gli danno indicazioni su come riconoscere l'esemplare originale.
Mentre si reca a Lisbona per incontrare il possessore di una copia delle Nove Porte, Corso incontra una bellissima ragazza che si fa chiamare Irene Adler come la donna amata da Sherlock Holmes, la quale le dice di essere un angelo caduto. Corso incontra poi Victor Fargas, rinomato collezionista che ha dovuto svendere la sua biblioteca per mantenere il suo antico castello; Corso confronta la copia di Borja con quella di Fargas e scopre alcune varianti nelle nove incisioni che corredano il testo: in ciascuna delle copie, oltre a sottilissimi differenze nei disegni, sei tavole riportano le iniziali di Torchia, mentre le altre tre sono firmate con "L.F."; nessuna di esse corrisponde a quelle presenti nell'altro.
Al ritorno da casa di Fargas, Irene salva Corso da un attacco di Rochefort, e successivamente gli si offre come complice per rubare la copia di Fargas, andando lei stessa a compiere il furto. Tuttavia la ragazza lo chiama per informarlo che Fargas è stato ucciso e la copia del libro bruciata.
Corso e Irene si recano a Parigi per parlare con Replinger, un antiquario esperto dell'opera di Dumas, il quale autentica il manoscritto di Taillefer; mentre parlano, Corso intravede Liana passare per strada, e tenta di rintracciarla. Lui e Irene, intanto, hanno un rapporto sessuale al termine del quale lei ripete di essere un angelo caduto e di aver assistito alla guerra tra gli angeli e il Drago dell'Apocalisse, cosa che induce Corso a pensare che lei sia una fanatica religiosa, nonostante le si sia molto affezionato. Sempre nella Capitale francese, Corso incontra la baronessa Ungern, promotrice di un'associazione di beneficenza e proprietaria della più grande collezione di testi occulti in Europa, comprendente anche la terza copia delle Nove Porte. Corso la confronta con quella di Borja e scopre che in nessuno dei tre libri le illustrazioni corrispondono perfettamente a quelle delle altre, ma le incisioni firmate "L.F." formano una serie completa di nove disegni senza duplicati. Il mercenario comprende dunque che probabilmente la copia originale del libro è stata smembrata e suddivisa in tre distinti tomi.
Corso riesce a rintracciare Liana, ma durante un confronto Rochefort gli fa perdere i sensi. Quando rinviene, Corso scopre di non avere più né la copia delle Nove Porte né il manoscritto di Dumas, e apprende che la baronessa è morta nell'incendio della sua biblioteca. Facendo riferimento all'ossessione di Liana per Milady De Winter, Corso riesce a scoprire che la donna si trova a Meung-sur-Loire e la segue lì, ma viene catturato da Rochefort; questi riceve l'ordine da un misterioso personaggio chiamato Richelieu di portare Corso a un castello là vicino. Qui il mercenario scopre che Richelieu è il capo del Club Dumas, una società segreta di seguaci del grande autore, alla quale anche Liana e Rochefort sono affiliati; quando li accusa di avergli sottratto i due testi e di aver ucciso Fargas e la Ungern pur di ottenerli, Richelieu gli rivela che la loro unica intenzione era di entrare in possesso del Vino D'Angiò e di aver ucciso solo Taillefer poiché si era rifiutato di consegnare il manoscritto a Liana; tra l'altro, nessuno tra i membri del Club conosce le Nove Porte. Corso comprende dunque che dietro gli omicidi ci dev'essere Borja, che lo ha usato per rintracciare la copia originale del libro.
Mentre tornano in Spagna, Irene continua a ripetere a Corso di essere un angelo caduto e di aver vagato per millenni in cerca di lui. Corso, ormai innamorato di lei, decide di non indagare oltre circa la vera identità della ragazza. Il mercenario si reca dunque da Borja e lo accusa di entrambi gli omicidi dei collezionisti; l'uomo gli rivela di aver voluto sin dall'inizio ottenere l'originale delle Nove Porte per evocare il Diavolo e chiedergli la conoscenza suprema, ed è addirittura arrivato a distruggere la sua intera collezione perché nessuno possa essere più in grado di arrivarci dopo di lui. Mentre si accinge a utilizzare le nove illustrazioni per compiere il rituale d'evocazione, Corso si accorge che una di esse è in realtà una falsificazione, e si allontana. Borja scopre con orrore che il rituale non potrà funzionare; sentendo le sue urla di angoscia, Corso realizza che ciascuno dei personaggi coinvolti nell'intricata faccenda avrà alla fine il diavolo che gli spetta.

## Edizioni
- Arturo Pérez-Reverte, Il club Dumas o L'ombra di Richelieu, traduzione di Ilide Carmignani, Marco Tropea (Net), 1997,  p. 382, ISBN 88-515-2000-3.